# Kosjön (Stengårdshults socken, Småland)
Kosjön är en sjö i Gislaveds kommun i Småland och ingår i Lagans huvudavrinningsområde. Sjön är 6,9 meter djup, har en yta på 0,021 kvadratkilometer och är belägen 296 meter över havet.